# Gnathophyllum modestum
Gnathophyllum modestum is een garnalensoort uit de familie van de Gnathophyllidae. De wetenschappelijke naam van de soort is voor het eerst geldig gepubliceerd in 1917 door Hay.